# Gerd Mingram
Gerd Mingram (* 22. Juni 1910 in Hamburg; † 29. Mai 2001 in Hemmoor), genannt Germin, war ein deutscher Fotograf und Bildreporter.

## Leben
Gerhard Mingram wuchs im Hamburger Arbeiterviertel Barmbek auf. Nach dem Tod des Vaters im Ersten Weltkrieg zog seine Mutter ihn allein auf. Seine Kindheit war von Entbehrungen geprägt. Die Schulzeit an der Realschule Osterbekstraße schloss er 1926 mit der Mittleren Reife ab und begann eine Ausbildung als Schriftsetzer 1928. Früh politisch interessiert, engagierte sich Mingram 1928 zuerst in der Sozialistischen Arbeiterjugend (SAJ), später war er mit Helmuth Lasch Mitbegründer des Kommunistischer Jugendverband (KJVD) in Hamburg-Winterhude und Mitglied bis zum Verbot 1933. Mit der Fotografie begann Mingram nach seiner Schriftsetzerlehre, als er mit einem Freund als 20-Jähriger auf Walz in Skandinavien war. Mingram war Autodidakt. Um sich weiterzubilden, besuchte er 1932 einen Kurs für Schriftgestaltung an der Landeskunstschule Hamburg. Dort lernte er den Schriftsetzer und Fotografen Erich Andres kennen, durch dessen Hilfe konnte er noch im selben Jahr sein erstes Pressefoto in den Hamburger Nachrichten veröffentlichen. Seit 1933 arbeitete er als Fotograf. Trotz seines früheren politischen Engagement fand er eine Anstellung als "Schriftleiter in Ausbildung" und eine Tätigkeit als ständiger Mitarbeiter für die wöchentlich erscheinende Kupfertiefdruckbeilage des Hamburger Tageblattes. Seine Fotoserien und Reportagen waren eher unpolitisch und hatten einen Hamburg-Bezug. 1938 fotografierte er das Kraft-durch-Freude-Treffen in Hamburg sowie den Reichsberufswettkampf, obwohl im Dritten Reich die offizielle Stellen dem mit der kommunistischen Jugend sympathisierenden Germin den Schriftleiterausweis verweigerten, der zur Ausübung journalistischer Arbeit unabdingbar war. Zu seinen fotografischen Aufträgen zählten Bildberichte von den Programmen der Hamburger Bühnen und Varietés sowie den UFA-Filmstudios in Babelsberg. Während des Krieges war er 1941 als Soldat an der Ostfront und als Fotograf in der Bildstelle seines Divisionsstabes eingesetzt. Dort versteckte er seine Leica im Brotbeutel, um die Grausamkeiten und Schrecken des Krieges heimlich festzuhalten.
Nach Ende des Weltkrieges konnte Mingram 1945 zunächst als Porträt- und Theaterfotograf wieder beruflich Fuß fassen.
Unter dem Pseudonym Germin fotografierte er als freier Bildjournalist für Hamburger Tageszeitungen, für das sozialdemokratische Hamburger Echo, die Gewerkschaftspresse und Magazine wie den Stern, als Theaterfotograf für Bühnen wie das Hamburger Schauspielhaus und das Thalia-Theater. Zudem war er als Foto-Journalist für Hauszeitungen der Gas- und Wasserwerke und der Konsumgenossenschaft "PRO" tätig. Zeitweilig veröffentlichte er seine Arbeiten auch in der in Ost-Berlin erscheinenden Zeitschrift Das Magazin.
1975 beendete er seine Tätigkeit als Fotograf und zog sich mit seiner Frau Elfriede (Fidi) (1935–2013) nach Hemmoor zurück. Er hatte zwei Töchter.

## Werk
Insgesamt sind über hunderttausend Schwarz-Weiß-Aufnahmen von ihm überliefert. Hauptsächlich dokumentierte er Alltagsszenen in Norddeutschland, vor allem Themen der Arbeitswelt. Daneben porträtierte er aber auch Größen aus Film, Theater und Politik. 1961 fotografierte er im Auftrag einer Gewerkschaftszeitung im Hamburger "Top Ten Club" und machte dabei zufällig frühe Fotos der damals noch unbekannten Beatles. Einige der Fotos verkaufte er Mitte der siebziger Jahre für 30.000 Pfund an Paul McCartney.
Ein Großteil seines Nachlasses befindet sich heute im Landesmedienzentrum Hamburg und im Museum der Arbeit, das ihm mehr als 80.000 Bilder abkaufte. Seine Aufnahmen wurden bereits für mehrere Bücher verwendet. Sein privates Fotoarchiv mit ca. 40.000 Fotos, die sorgfältig beschriftet sind, vererbte er an seinen Freund und Kollegen Günter Zint. Im Auftrag des Instituts für Sozialforschung von Jan Philipp Reemtsma wurden alle Fotos digitalisiert und können bei www.panfoto.de eingesehen werden. Seit 2015 sind seine wichtigsten Fotos auch in der Deutschen Fotothek zu sehen.

## Ausstellungen
- 1989: Eingangshalle im Hamburger Rathaus
- 1995: ehemalige staatliche Landesbildstelle in Hamburg
- 2000: Hemmoor

## Eigene Publikationen
- Auf Walze in Skandinavien. Hamburg 1930
- Improvisierter Neubeginn: Hamburg 1943-1953. Hamburg 1989
- Rückschau eines Unangepassten - Barmbeker Erinnerungen (1915-1935) des Fotografen Gerd Mingram alias GERMIN,  Geschichtswerkstatt Barmbek 1988

## Publikationen über Gerd Mingram
- Gernot Krankenhagen (Museum der Arbeit) (Hrsg.): Foto Germin: Leben und Werk eines Bildjournalisten, Dölling und Galitz, Hamburg 1994, ISBN 9783926174635
- Detlev Peukert u. a. Hrsg.: Improvisierter Neubeginn - Hamburg 1943 - 1953. Ansichten des Photographen Germin, Hamburg 1989, Ergebnisse Verlag, ISBN 3925622608
- Wilfried Weinke: Mingram, Gerhard. In: Franklin Kopitzsch, Dirk Brietzke (Hrsg.): Hamburgische Biografie. Band 5. Wallstein, Göttingen 2010, ISBN 978-3-8353-0640-0, S. 263–264.
- Hrsg.: Stiftung Historische Museen Hamburg: Fofftein - Leben und Arbeiten in Hamburg 1930-2014 (mit Fotos von Gerd Mingram), Ausstellungskatalog, Junius-Verlag, Hamburg 2015, ISBN 978-3-88506-056-7